# Lemnalia squamifera
Lemnalia squamifera is een zachte koraalsoort uit de familie Nephtheidae. De koraalsoort komt uit het geslacht Lemnalia. Lemnalia squamifera werd in 1931 voor het eerst wetenschappelijk beschreven door Thomson & Dean. 